# Kajgana
Kajgana is een plaats in de gemeente Garešnica in de Kroatische provincie Bjelovar-Bilogora. De plaats telt 302 inwoners (2001).